# R (мова програмування)
R — мова програмування і програмне середовище для статистичних обчислень, аналізу та зображення даних в графічному вигляді. Розробка R відбувалась під істотним впливом двох наявних мов програмування: мови програмування S з семантикою, успадкованою від Scheme.  
R названа за першою літерою імен її засновників Роса Іхаки (Ross Ihaka) та Роберта Джентлмена, (Robert Gentleman)  працівників Оклендського Університету в Новій Зеландії. Незважаючи на деякі принципові відмінності, більшість програм, написаних мовою програмування S запускаються в середовищі R.
R поширюється безкоштовно за ліцензією GNU General Public License  у вигляді вільнодоступного вихідного коду або відкомпільованих бінарних версій більшості операційних систем: Linux, FreeBSD, Microsoft Windows, Mac OS X, Solaris. R використовує текстовий інтерфейс, однак існують різні графічні інтерфейси користувача (див. Графічні Редактори Скриптів та IDE).
R має значні можливості для здійснення статистичних аналізів, включаючи лінійну і нелінійну регресію, класичні статистичні тести, аналіз часових рядів (серій), кластерний аналіз і багато іншого. R легко розбудовується завдяки використанню додаткових функцій і пакетів, доступних на сайті Comprehensive R Archive Network (CRAN) [Архівовано 5 січня 2008 у Wayback Machine.]. Більша частина стандартних функцій R написана мовою R, однак існує можливість підключати код, написаний C, C++ або Фортраном. Також за допомогою програмного коду на C або Java  можна безпосередньо маніпулювати R об'єктами.

## Особливості
R належить до інтерпретованих мов програмування і для роботи використовується командний інтерпретатор. Наприклад, робота R в терміналі має такий вигляд:
```
  > 1+1

  [1] 2

```

R підтримує концепцію об'єктно-орієнтованого програмування (ООП), включаючи generic функції, результат виконання якої залежить від аргументів (типу об'єктів), що передаються generic функції. 
В мові програмування R всі змінні є об'єктами, кожен об'єкт належить до певного класу.
При цьому R має дві класові моделі: S3 та S4. Перша була реалізована від початку існування R, друга була додана у версії 1.7.0  з пакетом methods [Архівовано 27 серпня 2013 у Wayback Machine.]. S3 не є справжньою класовою системою, класи S3-об'єкта визначаються простим атрибутом — вектором символьних рядків: 
```
> 
q
 
<-
 
1

> 
class
(
q
)
                             
# перевіряємо клас q

[1] "numeric"                          # q - число

> 
class
(
q
)
 
<-
 
c
(
"character"
,
 
class
(
q
))
 
# "розширимо" клас q

> 
q

[1] 1

attr(,"class")

[1] "character" "numeric"              # тепер q належить до двох класів

```

При цьому, при виконанні generic функцій, таких як plot() чи summary(), диспетчер методів шукає в таблиці методів метод, який узгоджується з іменем першого аргумента. 
```
# Генеруємо вибірку з повторами з множини перших 5 літер, розміром у 20 елементів. 

# Після чого будуємо факторну таблицю (contingency table)

> 
m
 
<-
 
table
(
sample
(
LETTERS
[
1
:
5
],
 
size
 
=
 
20
,
 
replace
 
=
 
T
))
 

# щоб дізнатись значення змінної - просто вводимо її ім'я в консолі

> 
m

A B C D E 

4 5 3 2 6 

> 
class
(
m
)
 

[1] "table"                     # m - факторна таблиця

> 
summary
(
m
)
                    
# фактично виконується summary.table() 

Number of cases in table: 20 

Number of factors: 1 

> 
as.vector
(
m
)
                  
# m як вектор

[1] 4 5 3 2 6

> 
summary
(
as.vector
(
m
))
         
# виконується summary.default()

   Min. 1st Qu.  Median    Mean 3rd Qu.    Max. 

      2       3       4       4       5       6

```

Хоча S3 проста система, але вона виявилась досить потужною і зручною саме для інтерактивного аналізу даних. S4 класи не такі "інтерактивні" і вони більше підходять для написання, наприклад, бібліотек. При створенні S4 класу потрібно вказати його ім'я і слоти (тобто поля). При цьому можна вказати від яких класів походить цей клас (це можуть бути S4 і S3 класи), прототип і функцію валідації (за замовченням перевіряється лише відповідність типу слоту і його значення, але можна ввести перевірку самого значення, наприклад, допускати лише числа менші 10). 
```
# Визначаємо S4-клас

AClass <- setClass("AClass"                                                     # ім'я класу  

                   , representation(adata = "character", alength = "numeric")   # імена слотів та їхні типи/класи

                   , prototype(adata  = "Hello world!", alength = 12)           # прототип класу

                   , validity = function(object){                               # функція валідації 

                      if(object@alength < 15) return(T)                         # якщо alength < 15, то все ок

                      F                                                         # інакше - помилка

                     }

  

# наслідуємо AClass додавши новий слот                 )

BClass <- setClass("BClass", contains= "AClass", slots = c(bdata = "numeric"))  

# створюємо об'єкт класу AClass

> 
AClass
()
                                                                      

An object of class "AClass"                                                     # оскільки в конструктор нічого не було передано 

Slot "adata":                                                                   # то створюється прототип

[1] "Hello world!"

Slot "alength":

[1] 12

# створюємо інший AClass-об'єкт

> 
AClass
(
adata
 
=
 
"Hello another world!"
,
 
alength
 
=
 
nchar
(
"Hello another world!"
))
 

Error in validObject(.Object) : invalid class “AClass” object: FALSE              # alength >= 15, тому генерується помилка

```

S4-generic функції також мають певні відмінності від їхніх S3 побратимів. Головною відмінністю є можливість визначення сигнатури для generic-функції і для її методів, тобто перевіряється тип не лише першого аргументу, а й решти. При цьому в сигнатурі можна використати спеціальні типи ANY та MISSING, які вказують на те, що аргумент може бути будь-якого типу, або бути обов'язково пропущеним, відповідно. 
Оскільки в R функції є об'єктами першого класу (тобто їх можна передавати як аргументи в інші функції та присвоювати змінним), то можна створити клас від типу function: 
```
# визначимо функцію, яка просто збільшує аргумент на 10 і повертає результат

foo <- function(p){

   p + 10;

}

# наслідуємо клас від функції

CFun <- setClass("CFun", contains = c("function")

                 , slots = c(param = "numeric")

                 )

# визначимо метод generic-функції show для класу CFun

setMethod("show", "CFun",     

          function(object) {

             cat("Show method for CFun objects\n")       # виводимо рядок

             cat(object(object@param))                   # використовуємо CFun-об'єкт як функцію

          })

# створимо новий об'єкт класу CFun 

> 
cf.obj
 
<-
 
CFun
(
foo
,
 
param
 
=
 
13
)

# тепер введемо в консолі ім'я створеного об'єкту, щоб подивитись його значення

# при цьому буде знайдено відповідний метод функції show 

> 
cf.obj

Show method for CFun objects

23                                    # == foo(13) == cf.obj(cf.obj@param)

```

Важливою особливістю R є тотальне використання того, що називають, recycling:
```
# Створюємо вектор чисел від 1 до 10

> 
x
 
<-
 
1
:
10

> 
x

 [1]  1  2  3  4  5  6  7  8  9 10

# кожен елемент х порівнюється з 4

# фактично х порівнюється з 10-елементним вектором, що складається лише з 4

# говорять, що 4 була recycled, перероблена

> 
x
 
>
 
4

 [1] FALSE FALSE FALSE FALSE  TRUE  TRUE  TRUE  TRUE  TRUE  TRUE

# додамо 10 до елементів х окрім 4,5 та 6-го

> 
x
[
-
(
4
:
6
)]
 
+
 
10

[1] 11 12 13 17 18 19 20

# якщо довжина довшого об'єктів не ділиться націло на довжину коротшого, то виводиться попредження

# але операція все одно виконується 

> 
x
 
+
 
c
(
10
,
 
100
,
 
1000
)

 [1]   11  102 1003   14  105 1006   17  108 1009   20

Warning message:

In x + c(10, 100, 1000) :

  longer object length is not a multiple of shorter object length

```

Хоча R орієнтована на розв'язок і аналіз статистичних задач, вона може використовуватися для матричних обрахунків з порівняльною швидкодією до математичних пакетів GNU Octave або MATLAB.
Створено багато пакетів для статистичних обчислень, біоінформатики, оптимізації тощо (див. "Пакети/Бібліотеки").
Середовище R містить засоби для візуалізації результатів обчислень (двовимірні, тривимірні графіки, діаграми, гістограми, діаграми (схеми) Ганта тощо). Графічні можливості R дозволяють створювати високоякісні графіки з різними атрибутами, зокрема математичні формули і символи.
Іншою особливістю є функція Sweave, яка дозволяє інтеграцію і виконання коду R в документах, написаних за допомогою LaTeX з метою створення динамічних звітів.
R de-facto став стандартом у міжнародній спільноті спеціалістів в галузі статистики, і широко використовується в розробках статистичних програм та аналізі даних. Згідно щорічному опитуванню Rexer's Annual Data Miner Survey в 2010 році, більшість (43%) серед опитаних спеціалістів з аналізу даних використовують у своїй роботі середовище R.

## Приклади коду R
Приклади ілюструють базовий синтаксис мови програмування R з використанням інтерфейсу командного рядка: 

### Приклад 1
Створення числового і символьного векторів

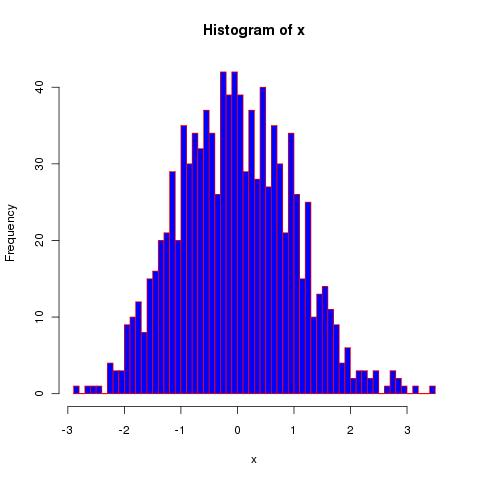
Гістограма згенерована за допомогою коду R Приклад 2

```
> 
# Все, що за символом #, інтерпретується як коментар

> 
x
 
<-
 
c
(
1
,
2
,
3
,
4
,
5
,
6
,
7
,
8
,
9
,
10
)
  
# Створення числового вектора

> 
y
 
<-
 
2
^
x
                      
# піднесення числа до степеня х

> 
y
                             
# перегляд змісту об'єкта y, аналогічно print(y)      

 [1]    2    4    8   16   32   64  128  256  512 1024

 

> 
b1
 
<-
 
c
(
"Kharkiv"
,
"Kyiv"
,
"Lviv"
)
 
# символьний вектор

> 
b1

[1] "Kharkiv" "Kyiv"  "Lviv"

```

### Приклад 2
Генерація випадкових чисел нормального розподілу і побудова гістограми
```
> 
x
 
<-
 
rnorm
(
1000
)
 
# генерація 1000 випадкових чисел 

                   # з розподілу Гауса

> 
histogram
 
<-
 
hist
(
x
,
 
breaks
=
50
,
 
plot
=
FALSE
)
 
# розрахунок гістограми для змінної x,  

                                              # кількість інтервалів 50 

> 
plot
(
histogram
,
 
col
=
"blue"
,
border
=
"red"
)
 
# зображення гістограми за допомогою функції plot()

```

## Пакети/Бібліотеки
Можливості R значно розширюються додатковими пакетами (бібліотеками). Пакети розробляються безпосередньо користувачами R. Станом на вересень 2024 року було понад 21 тисячу пакетів, доступних здебільшого на сайті Comprehensive R Archive Network (CRAN) [Архівовано 5 січня 2008 у Wayback Machine.], а також на сайтах Omegahat , Bioconductor [Архівовано 16 липня 2011 у Wayback Machine.],  R-Forge [Архівовано 6 липня 2011 у Wayback Machine.].
. 
На сторінці "Task View" вебсайту CRAN [Архівовано 20 червня 2010 у Wayback Machine.] розміщено список напрямків (Фінанси, Генетика, Хеміометрія і Математична Фізика, Навколишнє середовище, Суспільні науки), в яких використовується R і для яких доступні пакети на сайті.

## Графічні Редактори Скриптів та IDE

### Для роботи з R існує кілька графічних інтерфейсів (GUI)
- Графічна оболонка RGui разом з командною оболонкою (терміналом) R Console входять до базового пакету R у версії для Windows
- RStudio — зручне кросплатформне середовище розробки з відкритим кодом (існує можливість запуску на віддаленому linux сервері).
- RKWard — розширюване середовище розробки IDE
- RapidMiner [Архівовано 22 червня 2011 у Wayback Machine.] і розширення RapidMiner R — середовище розробки для аналізу і обробки даних з використанням R, WEKA
- Java Gui for R (JGR) [Архівовано 30 червня 2011 у Wayback Machine.] — кросплатформний термінал і редактор R написаний на Java
- Deducer [Архівовано 24 жовтня 2016 у Wayback Machine.] — графічний інтерфейс для аналізів даних з використанням системи меню (подібний до SPSS). Розроблений для використання разом з JGR та RGui.
- Rattle GUI [Архівовано 5 липня 2011 у Wayback Machine.] — кросплатформний графічний інтерфейс, розроблений для добування даних (збору та аналізу даних).
- R Commander — кросплатформний GUI з системою меню і доступними додатковими плагінами (базується Tcl/Tk)
- RExcel — додаток до Microsoft Excel, який дозволяє використовувати можливості R
- Sage — середовище для математичних розрахунків з використанням інтерфейсу веббраузера, бібліотек R і підтримкою rpy
- Red-R — інтерфейс для аналізу, що використовує R
- Tinn-R [Архівовано 11 червня 2011 у Wayback Machine.] — графічний інтерфейс

### Середовища розробки (IDE)
- Shiny

### Текстові редактори та середовища розробки (IDE) з частковою підтримкою R
gedit,
Bluefish [Архівовано 5 липня 2011 у Wayback Machine.],
IDE Eclipse,
Kate,
Vim,
Emacs (Emacs Speaks Statistics  [Архівовано 2 травня 2022 у Wayback Machine.]),
Crimson Editor [Архівовано 17 грудня 2017 у Wayback Machine.],
ConTEXT [Архівовано 27 червня 2011 у Wayback Machine.],
Tinn-R,
Geany [Архівовано 28 січня 2021 у Wayback Machine.],
jEdit,
Syn [Архівовано 20 серпня 2011 у Wayback Machine.],
TextMate — The Missing Editor for Mac OS X [Архівовано 6 вересня 2008 у Wayback Machine.],
SciTE [Архівовано 20 лютого 2011 у Wayback Machine.], WinEdt [Архівовано 26 квітня 2007 у Wayback Machine.] (R Package RWinEdt), WPE, notepad++ і SciViews.

### Взаємодія з іншими мовами програмування
R доступна для використання у мовах програмуваннях Python (за допомогою пакета RPy), Perl (за допомогою модуля Statistics::R ) і Ruby (за допомогою RSRuby ).

### Підтримка R пропрієтарними програмними продуктами
Деякі пропрієтарні програмні продукти, призначені для аналізу статистичних даних (напр. SPSS, STATISTICA, SAS),  мають розширення, розроблені для інтеграції у свої структури функціоналу R.
Заснована 2007 року компанія Revolution Analytics розпочала комерційну підтримку версії R під назвою ParallelR, розробленої спеціально для кластерів робочих станцій. В 2011 з'явилася можливість зчитувати і записувати дані у формат файлів SAS за допомогою пропієтарного Enterprise R.

## Українська література з R
- Вступ до R на прикладах [Архівовано 7 листопада 2013 у Wayback Machine.] Віктор Гнатюк ХНЕУ 2010